# さびしんぼう (富田靖子の曲)
「さびしんぼう」は1985年2月21日に日本コロムビアから発売された富田靖子の3枚目のシングル。

## 解説
前作の「渚のドルフィン」から7か月ぶりのシングル。なお、この曲はショパンの『別れの曲』をアレンジしたものであり、アンサーソングも存在する（後述）。

## 収録曲
- 全編曲：瀬尾一三

1. さびしんぼう
作詞：売野雅勇／作曲：Frederic Chopin
映画『さびしんぼう』主題歌、ケンウッド・「ROXY」CMイメージソング
2. 水彩画の頃
作詞：竜真知子／作曲：桐ヶ谷仁

## 備考
※映画に関するエピソードは映画『さびしんぼう』を参照。
- 両曲とも富田のビデオ作品、「富田靖子のふぁんたじっくわあるど ―とっても昔、大昔、昔と今とずっと先。」（1985年5月21日発売）に収録された[注釈 1]。
- 21日にシングル曲を発売したのは富田のデビュー曲、「オレンジ色の絵葉書」（1983年11月21日発売）から数えて3枚連続となった。
- 「さびしんぼう」のアンサーソングとして、「もう一度逢いたい」という曲が存在する[注釈 2]。
- 富田は1985年に3曲をリリースし、そのすべての曲を『おはようスタジオ』（テレビ東京）で歌っている[注釈 3]。
- 富田が『今夜は最高!』（日本テレビ系列、1986年秋放送）にゲスト出演した時に、「くいしんぼう」というパロディコントが放送された。同コントで母親役を演じたタモリからコメントをお願いされた富田（娘役[注釈 4]）は映画『さびしんぼう』のパロディであることを伝えている。なお、同コントにはショパンの『別れの曲』がBGMとして使用されたが、富田の曲は流れていない。